# Потєшкін Володимир Олександрович
Володимир Олександрович Потєшкін — підполковник Збройних сил України, відзначився у ході російського вторгнення в Україну, учасник російсько-української війни, Герой України.

## Життєпис
Підполковник Володимир Потєшкін обіймав посаду начальника відділення артилерії 10-ї окремої гірсько-штурмової бригади Сухопутних військ ЗСУ. Із березня 2022 року в ході повномасштабного російського вторгнення в Україну він здійснював керування вогнем бригадної артилерійської групи, організовував артилерійську розвідку об'єктів противника. На рахунку його підлеглих велика кількість знищеної техніки, озброєння та живої сили противника, зокрема в Київській області, Попаснянському районі на Луганщині та в Бахмутському районі на Донеччині.
В квітні 2025 призначений командиром 10-ї окремої гірсько-штурмової бригади 

## Нагороди
- Звання Герой України з врученням ордена «Золота Зірка» (5 грудня 2022) — за особисту мужність і героїзм, виявлені у захисті державного суверенітету та територіальної цілісності України, вірність військовій присязі[3]
- Орден «За мужність» III ст. (7 травня 2022) — за особисту мужність і самовіддані дії, виявлені у захисті державного суверенітету та територіальної цілісності України, вірність військовій присязі[4]
- Медаль «За військову службу Україні» (14 жовтня 2022) — за особисту мужність і самовіддані дії, виявлені у захисті державного суверенітету та територіальної цілісності України, вірність військовій присязі[5]